# Ornebius komodensis
Ornebius komodensis är en insektsart som beskrevs av Bei-bienko 1966. Ornebius komodensis ingår i släktet Ornebius och familjen Mogoplistidae. Inga underarter finns listade i Catalogue of Life.